# Stephan Hegyi
Stephan Hegyi (Viena, 25 de julio de 1998) es un deportista austríaco que compite en judo.
En los Juegos Europeos de Minsk 2019 obtuvo dos medallas de bronce, en la categoría de +100 kg y en el equipo mixto. Ganó dos medallas de bronce en el Campeonato Europeo de Judo, en los años 2018 y 2019.

## Palmarés internacional
| Juegos Europeos    | Juegos Europeos     | Juegos Europeos   | Juegos Europeos |
| Año                | Lugar               | Medalla           | Categoría       |
| ------------------ | ------------------- | ----------------- | --------------- |
| 2019               | Minsk (Bielorrusia) | Medalla de bronce | +100 kg         |
| 2019               | Minsk (Bielorrusia) | Medalla de bronce | Equipo mixto    |
| Campeonato Europeo |                     |                   |                 |
| Año                | Lugar               | Medalla           | Categoría       |
| 2018               | Tel Aviv (Israel)   | Medalla de bronce | +100 kg         |
| 2019               | Minsk (Bielorrusia) | Medalla de bronce | +100 kg         |